# Михайло Перович
Михайло Перович (чорн. Mihailo Perović / Михаило Перовић, нар. 23 січня 1997, Даниловград) — чорногорський футболіст, нападник словенської «Олімпії».

## Клубна кар'єра
У віці 18 років він підписав свій перший професіональний контракт з угорською командою «Уйпешт» в лютому 2015 року. Дебютував у вищому угорському дивізіоні 21 березня 2015 року в грі проти «Гонведа». У 2016 році він отримав травму передньої хрестоподібної зв'язки, яка не давала йому грати протягом півроку. Загалом за угорську команду провів два з половиною сезони, взявши участь у 29 іграх чемпіонату.
У липні 2017 року Перович підписав угоду із сербським «Вождовацем», але основним гравцем у новій команді не став і 5 серпня 2017 року забив свій єдиний гол за клуб у грі проти «Бораца» (Чачак), принісши перемогу своїй команді 2:1.
У липні 2018 року Перович повернувся в «Будучност», в якій розпочинав грати на юнацькому рівні. 30 травня 2019 року він забив хет-трик у грі проти «Ловчена» у фіналі Кубка Чорногорії 2019 року, який «Будучность» виграв 4:0, таким чином Михайло здобув свій перший трофей у кар'єрі. 25 червня 2019 року він забив єдиний гол у товариському матчі проти «Партизана». На початку 2020 року розірвав контракт з клубом, оскільки після уходу головного тренера Бранко Брновича, який довіряв Михайлу, він не зміг знайти спільну мову з новим тренером Младеном Милинковичем, який нечасто випускав Перовича на поле
23 січня 2020 року Перович підписав 2,5-річний контракт з українським клубом «Зоря» (Луганськ).

## Виступи за збірну
Виступав за юнацькі збірні Чорногорії до 17 та 19 років.
У 2016—2017 роках грав за молодіжну збірну Чорногорії, зігравши у 7 іграх і забивши 1 гол — 12 червня 2017 року в товариській грі з Грузією (3:2).

## Титули і досягнення
- Володар Кубка Чорногорії (1):

«Будучност»: 2019
- Володар Кубка Словенії (1):

«Олімпія» (Любляна): 2021